# Тамакаутога
Тамакаутога (англ. Tamakautoga) — деревня, расположенная в юго-восточной части острова Ниуэ (владение Новой Зеландии) на юге Тихого океана. Является административным центром одноимённого округа.

## Географическая характеристика
Деревня Тамакаутога расположена на берегу бухты Авателе, примерно, в 5 км южнее столицы Ниуэ. Ближайший населённый пункт — деревня Авателе, находится в 2 км южнее.
Высота центра деревни над уровнем моря равна 50 м.

## Население
Население, согласно данным переписи населения 2011 года, составляет 157 человек.
| Динамика изменения численности населения Тамакаутога | Динамика изменения численности населения Тамакаутога | Динамика изменения численности населения Тамакаутога | Динамика изменения численности населения Тамакаутога | Динамика изменения численности населения Тамакаутога | Динамика изменения численности населения Тамакаутога |
| Год                                                  | 1986                                                 | 1997                                                 | 2001                                                 | 2006                                                 | 2011                                                 |
| ---------------------------------------------------- | ---------------------------------------------------- | ---------------------------------------------------- | ---------------------------------------------------- | ---------------------------------------------------- | ---------------------------------------------------- |
| жителей                                              | 182                                                  | 150                                                  | 140                                                  | 157                                                  | 157                                                  |